# إسماعيل كازاس
إسماعيل كازاس (بالإسبانية: Ismael Casas Casado)‏ هو لاعب كرة قدم إسباني، ولد في 7 مارس 2001 في ليناريس في إسبانيا. لعب مع Atlético Malagueño ‏.

## روابط خارجية
- إسماعيل كازاس على موقع قاعدة بيانات كرة القدم.إي يو (الإنجليزية)
- إسماعيل كازاس على موقع Soccerway.com (الإنجليزية)